# Tatjana Aleksandrowa
Tatjana Iwanowna Aleksandrowa (ros. Татьяна Ивановна Александрова, ur. 3 grudnia 1907 w Kazaniu, zm. 22 grudnia 1983 w Moskwie) – rosyjska ilustratorka, pisarka i autorka książek dla dzieci i młodzieży.   

## Biografia
Tatjana urodziła się 10 stycznia 1929 r. w Kazaniu, dzieciństwo spędziła w Moskwie. Miała siostrę bliźniaczkę, Nataszę. Jej matka była lekarką, a ojciec inżynierem leśnictwa. Podczas II wojny światowej Tatiana pracowała jako nauczycielka, gdzie po raz pierwszy zaczęła opowiadać dzieciom historie wymyślone przez siebie. Obie z siostrą były uzdolnione artystycznie i uczęszczały do pracowni w Pałacu Pionierów, a następnie kontynuowały naukę w jednej z moskiewskich pracowni artystycznych pod okiem Tatjany Aleksandrownej Ługowskajej. Aleksandrowa kontynuowała naukę na wydziele animiacji Wszechzwiązkowego Państwowego Instytutu Kinematografii. Po ukończeniu nauki rozpoczęła karierę jako pisarka i ilustratorka bajek dla dzieci. Pracowała najpierw w Sojuzmultfilmie, następnie wykładała w Instytucie Pedagogicznym i prowadziła studio w Pałacu Pionierów. 
W 1968 r. Tatjana wyszła za mąż za pisarza Walentina Dmitrijewicza Bieriestowa. Początkowo ilustrowała jego książki. W 1973 r. ukazała się ich wspólna książka Katia w igruszecznom gorodie, do której stworzyła również ilustracje. Popularność przyniosła jej bajka o skrzacie Kuźce. Pierwsza opowieść, Kuźka w nowoj kwartirie, opublikowano w 1976 r. w gazecie „Niediela”. W 1977 r. ukazała się książka. Tatjana Iwanowna Aleksandrowa zmarła 23 grudnia 1983 r. w Moskwie. 
Stowarzyszenie twórcze „Ekran” zrealizowało cztery bajki dla dzieci oparte na twórczości Tatjany: Dom dla Kuźki (1984), Prikluczenija domowienka (1985), Skazka dla Nataszy (1986), Wozwraszczenije domowienka (1987).